# Liste des commanderies templières dans le Frioul-Vénétie Julienne
Cette liste recense les anciennes commanderies et maisons de l'Ordre du Temple dans le Frioul-Vénétie Julienne, région d'Italie.

## Histoire et faits marquants
L'histoire des templiers dans cette région est peu documentée. Leur présence est attestée dans l'actuelle Province de Pordenone, mais ce n'est pas le cas pour les autres provinces de cette région et encore moins en ce qui concerne la Vénétie julienne. Certains historiens émettant l'hypothèse que l'ordre se trouvait également dans la province d'Udine près des villes de Gemona del Friuli et de Ronchis, mais d'autres auteurs attribuent ces biens à d'autres ordres religieux et le doute reste permis.
On sait cependant que les templiers de San Leonardo (Sacile) avaient un privilège pour des foires franches qui se tenaient en septembre.

## Possessions templières
* château ⇒ CH, baillie (Commanderie principale) ⇒ B, Commanderie ⇒ C, Fief ⇒ F, Hospice ⇒ H,
 Maison du Temple aux ordres d'un précepteur ⇒ M,  = Église (rang inconnu)
| Rang | Etablissement              | Ville actuelle (ou à proximité)                    | Commentaires | Début présence templière |
| ---- | -------------------------- | -------------------------------------------------- | --- | ------------------------ |
| C    | San Angelo di Porcia       | Brugnera, hameau de « Maron »                      | [ 1 ] |                          |
| H    | San Giovanni dei Cavalieri | Prata di Pordenone                                 | Église détruite en 1316 45° 53′ 14″ N, 12° 36′ 05″ E |                          |
| M    | San Leonardo dei Camolli   | Sacile, hameau de « San Giovanni del Tempio (it) » | « Casa della Magione » détruite par un incendie en 1520 y compris les archives.                                                                                 |                          |
| C    | San Quirino                | San Quirino                                        | Fief de San Quirino. Aucun vestige de cette période, maison et église ravagées lors de l'invasion turque de septembre 1499,                                     |                          |
|      | Santi Simone e Giuda       | Prata di Pordenone                                 | Lieu-dit « Pratavecchia ou Prataviera » dont la localisation est incertaine, l'historien Begotti pensant qu'il s'agit de la vieille ville de Prata di Pordenone |                          |

| Localisation en Frioul-Vénétie Julienne (Liens vers les articles correspondants)                              |
| --- |
| \| Vénétie Autriche S. Angelo · di Porcia S. Giovanni · dei Cavalieri S. Leonardo · dei Camolli S. Quirino \| |
| Vénétie Autriche S. Angelo · di Porcia S. Giovanni · dei Cavalieri S. Leonardo · dei Camolli S. Quirino       |

### Possessions douteuses ou à confirmer
Ci-dessous une liste de biens pour lesquels l'appartenance aux templiers n'est pas étayée par des preuves historiques:
- La « tour des Templiers », hameau de «Villanova (it) », commune de San Daniele del Friuli. Légende locale ? aucune source historique connue[6]. 46° 08′ 03″ N, 12° 58′ 16″ E
- L'église Santa Maria la Bella, détruite lors du tremblement de terre de 1976 (commune de Gemona del Friuli). Pourrait avoir été l'annexe d'un hospice qui appartenait aux templiers selon l'historien Pier Carlo Begotti[7] et d'autres auteurs[8],[9],[10].
- Un hospice et l'église Saint-Bartolomé de Volta di Ronchis[8], passée ensuite sous le vocable de Saint-Jean de Rhodes selon l'historienne Francesca Capone ainsi que d'autres auteurs[11],[12]. L'église et le hameau furent détruits par une inondation en 1597 puis abandonnés. La donation par Artuico de Varmo de ses terres en 1199 pourrait avoir été faite au profit des hospitaliers de San Tomaso di Susans (Majano) et non pas au templiers selon d'autres historiens.